# 米雷区
米雷区（法語：arrondissement de Muret）是法国上加龙省所辖的一个区。总面积1630.9平方公里，总人口225117，人口密度138人/平方公里（2018年）。主要城镇为米雷。

## 辖区
米雷区辖有126个市镇。